# Busenaz Sürmeneli
Busenaz Sürmeneli (Bursa, 26 maggio 1998) è una pugile turca, vincitrice della medaglia d'oro ai Giochi della XXXII Olimpiade nella categoria pesi welter.

## Biografia
Cresciuta a Trebisonda, dove la sua famiglia si era trasferita a causa della professione del padre, da bambina voleva giocare nella squadra locale di calcio femminile. All'età di 10 anni passò al pugilato sotto la guida di Cahit Süme, direttore tecnico della nazionale turca di boxe. Ha studiato Educazione Fisica e Sport all'Università di Trebisonda.
Nel 2017 ottenne la medaglia d'argento nella categoria pesi medi ai campionati dell'Unione Europea organizzati a Cascia. Nel 2019 conquistò la medaglia di bronzo ai campionati europei di pugilato dilettantistico femminile ad Alcobendas nella categoria pesi welter e si laureò campionessa del mondo dei pesi welter ai campionati mondiali di pugilato femminile tenutisi a Ulan-Udė. Nel febbraio 2020 vinse la medaglia d'oro nella categoria 69 kg della 64ª edizione del torneo internazionale di pugilato "Bocskai István Memorial" tenutosi a Debrecen.
Il 7 agosto 2021, presso il Ryōgoku Kokugikan di Tokyo, Sürmeneli è diventata campionessa olimpica nel torneo femminile dei pesi welter ai Giochi della XXXII Olimpiade, sconfiggendo in finale la cinese Gu Hong per 3-0 e conquistando la medaglia d'oro olimpica, la prima in assoluto nella storia del pugilato turco. Già negli incontri antecedenti alla finale aveva dimostrato una forma eccezionale, vincendo tutti i suoi match per 5-0. È stata portabandiera alla cerimonia di chiusura.
Nel 2022 si riconfermò campionessa del mondo battendo in finale la canadese Charlie Cavanagh e vincendo la medaglia d'oro ai campionati mondiali di pugilato femminile ospitati ad Istanbul. Sempre nello stesso anno ottenne la medaglia di bronzo ai Campionati europei di pugilato dilettantistico femminile a Budua e la medaglia d'oro nel torneo femminile dei pesi welter ai XIX Giochi del Mediterraneo ad Orano.
Nel 2023 ha vinto la medaglia d'oro nel torneo femminile dei pesi welter dei III Giochi europei disputato all'Arena Nowy Targ di Nowy Targ, sconfiggendo la lituana Austėja Aučiūtė per 5-0 al primo turno, la greca Paraskevi Mavrommati al secondo turno per decisione arbitrale, la polacca Aneta Rygielska per 5-0 nei quarti di finale, la britannica Rosie Eccles per 4-1 in semifinale e la belga Oshin Derieuw per 5-0 in finale. Tramite questa vittoria ha ottenuto il pass per il torneo femminile dei pesi welter dei Giochi della XXXIII Olimpiade di Parigi 2024, in cui, dopo aver battuto agli ottavi la polacca Aneta Rygielska per 4-1, è uscita ai quarti per mano della thailandese Janjaem Suwannapheng, che l'ha sconfitta per 4-1.
Nel 2024 ha ottenuto la medaglia d'oro ai campionati mondiali di pugilato femminile di Belgrado, sconfiggendo in finale la russa Al'bina Moldažanova per 5-0.
È stata alfiere della Turchia alla cerimonia d'apertura dei Giochi olimpici estivi di Parigi 2024, assieme all'arciere Mete Gazoz.